# Sigurd Fergus Varian
Sigurd Fergus Varian (* 4. Mai 1901 in Syracuse, New York; † 18. Oktober 1961 bei Puerto Vallarta, Mexiko) war ein US-amerikanischer Unternehmer der Elektronikindustrie und mit seinem Bruder Russell Varian Mitgründer von Varian Associates.

## Leben
Varian ging nach dem Abschluss der High School 1920 auf die California Polytechnic School, verließ diese aber ohne Abschluss, um ab 1922 als Elektriker für den Stromkonzern Southern California Edison Company zu arbeiten. Gleichzeitig war er Pilot und der Mangel an verlässlichen Navigationsinstrumenten veranlasste ihn und seinen Bruder Russell, sich erst (vergeblich) der Entwicklung eines Radio-Navigationsgeräts zuzuwenden und danach dem Klystron, dessen erste Entwürfe sein Bruder 1937 vorlegte. Die Entwicklung erfolgte später an der Stanford University (mit William Webster Hansen, Edward Ginzton) und bei Sperry Gyroscopes, für die Sigurd arbeitete. 1948 gründete er mit seinem Bruder eine eigene Firma, Varian Associates. Dort entwickelten sie neben dem Klystron auch die damals neue NMR-Technik. 1961 starb Sigurd Varian, der CEO des Unternehmens, bei einem Flugzeugabsturz. Er stürzte in den Pazifik auf einem Flug mit seinem Privatflugzeug von Guadalajara nach Puerto Vallarta ab, nachdem er im Dunkeln die Orientierung verloren hatte. Er liegt in Guadalajara begraben.
Wie auch sein Bruder hatte er fortschrittliche soziale Ideen: Zum Beispiel war Sigurd Varian einer der Gründer der Wohngenossenschaft in Ladera (nahe der Stanford University). Die Eltern der Brüder kamen 1894 aus Irland nach Kalifornien und waren Theosophen, die die theosophische Kommune (Tempel der Menschheit) in Halcyon mit gründeten.
Mit seiner Frau Winifred, Tochter des britischen Konsuls in Vera Cruz, hatte er zwei Kinder.